# Rainer Stolz

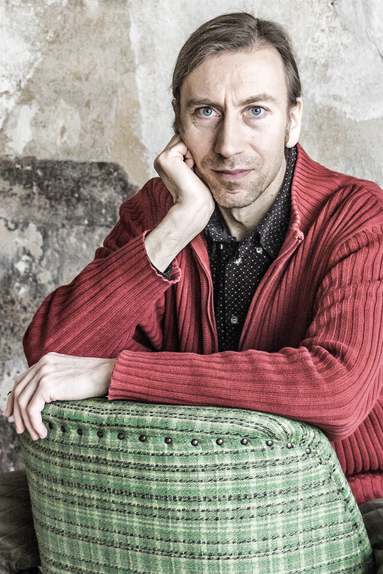
Rainer Stolz, 2012

Rainer Stolz (* 22. Januar 1966 in Hamburg) ist ein deutscher Dichter und Schriftsteller.

## Leben
Nach seiner Ausbildung zum Verlagskaufmann studierte Rainer Stolz Soziologie, Psychologie, Philosophie und Pädagogik und sammelte währenddessen Erfahrungen im Buchhandel und Verlagswesen. Seit 2003 lebt er als freier Autor in Berlin. Seine Arbeitsgebiete sind Lyrik, Sprachspiel, Aphorismus und Essay.
Als Mitbegründer des Lyrikkreises »Die Freuden des jungen Konverters«, der über Jahre ein Forum der Berliner Lyrikszene war, gab er gemeinsam mit Stephan Gürtler 2003 die Anthologie »Feuer, bitte! Berliner Gedichte über die Liebe« heraus. Im Berliner Stadtmagazin »tip« richtete er die Rubrik »Lyrik Lounge« ein und betreute diese bis 2005. Neben anderen Gemeinschaftsprojekten schreibt er an Kettengedichten (Renshi) mit, z. B. im Rahmen des Poesiefestivals Berlin 2006. 2012 edierte er zusammen mit Udo Wenzel die Anthologie "Haiku hier und heute" (dtv). Rainer Stolz erhielt für seine Lyrik zahlreiche Stipendien, u. a. das Alfred-Döblin-Stipendium der Akademie der Künste und des Berliner Senats (2005), das Stipendium der Stiftung Künstlerdorf Schöppingen (2006) sowie das Berliner Arbeitsstipendium (2007).

## Bibliografie
- Stuckbrüche. SuKuLTuR Verlag, Berlin 2006 (Reihe „Schöner Lesen“, Nr. 51), ISBN 3-937737-58-8
- Während mich die Stadt erfindet. Gedichte. Elfenbein Verlag, Berlin 2007, ISBN 978-3-932245-89-3
- Selbstporträt mit Chefkalender. LYRIKPAPYRI, Horlemann Verlag, Berlin 2014, ISBN 978-3-89502-376-7